# Дінська (станиця)
Дінська — станиця, адміністративний центр і найбільший населений пункт Дінського району Краснодарського краю, центр Дінського сільського округу.
- Розташована за 30 км північно-східніше Краснодара на березі річки Кочети (сточище Кірпілі). По західній околиці станиці проходить федеральна траса Дон, частина європейського коридору E115.

- Населення станиці — 34 132 осіб (2002)

## Економіка

### Підприємства сільського господарства
- Цукровий завод
- Консервний завод
- Кондитерська фабрика «Южна Звєзда»
- М'ясокомбінат «Дінськой»

## Історія
- У 1794 році засновано селище куреня Дінське Чорноморського козацького війська на березі Кубані, на південь від сучасного розташування станиці. Найменування відбулося від Дінського куреня Запорозької Січі, заснованого на Дніпрі вихідцями з Дона
- У 1807 курінь був переселений на береги степової річки Кочети
- У 1842 році селище куреня було перейменоване в станицю Дінську
- У 1888 через станицю пройшла залізниця Єкатеринодар — Тихорєцьк

## Відомі люди
- Манжула Степан Федорович — політичний та громадський діяч Кубані, член Кубанської Ради Кубанської народної республіки.
- Пальман В'ячеслав Іванович (1914—1998) — російський письменник-фантаст та автор пригодницьких творів.
- Рябовіл Микола Степанович (1883—1919) — український політичний діяч на Кубані часів Української революції; голова Кубанської Законодавчої Ради; голова Кубанської Військової Ради.